# Théorèmes de Guldin
Pour les articles homonymes, voir Guldin.
Les théorèmes de Guldin constituent deux énoncés de géométrie euclidienne concernant les solides de révolution établis par le mathématicien suisse Paul Guldin en 1640. Il est probable que ces résultats étaient déjà connus de Pappus d'Alexandrie, c'est pourquoi on rencontre aussi l'appellation théorèmes de Pappus-Guldin (à ne pas confondre avec le théorème de Pappus).
Ces résultats consistent, sous certaines conditions, :
- en une relation entre l'aire de la surface engendrée par la rotation d'un arc de courbe plane et la position du centre de gravité de ce dernier ;
- en une relation entre le volume du solide engendré par la rotation d'une plaque plane et la position du centre de gravité de cette dernière.

## Historique

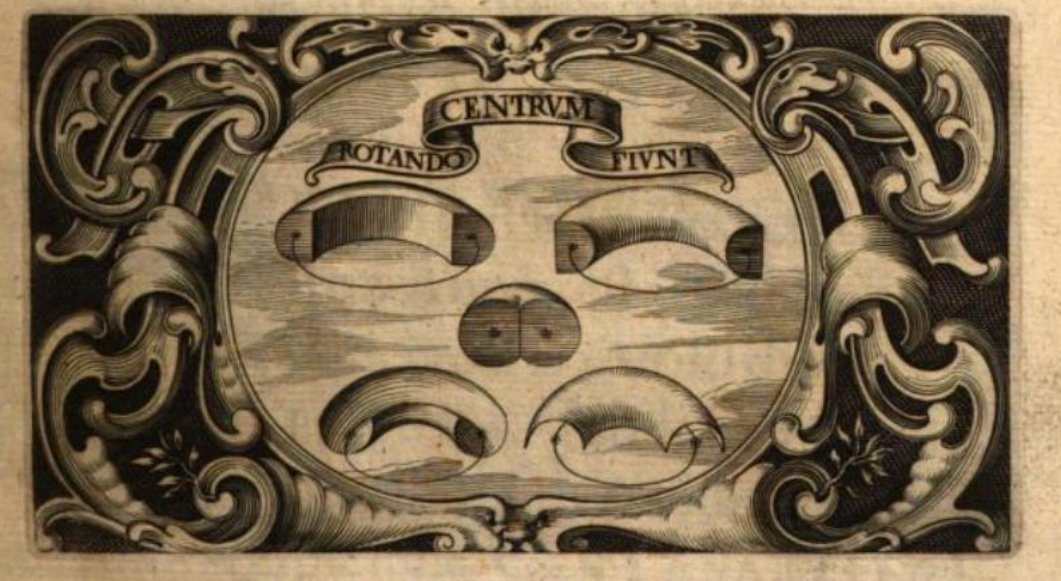
Figure d'entrée du livre de Paul Guldin où il énonce le théorème portant son nom.

Guldin énonce en 1640 : « Quantitas rotanda in viam rotationis ducta, producit Potestatem Rotundam uno gradu altiorem, Potestate sive Quantitate rotata" », soit « lorsqu'une quantité est conduite sur un chemin de rotation, elle produit une puissance ronde supérieure d'un degré à celle de la quantité tournée ».

## Énoncés

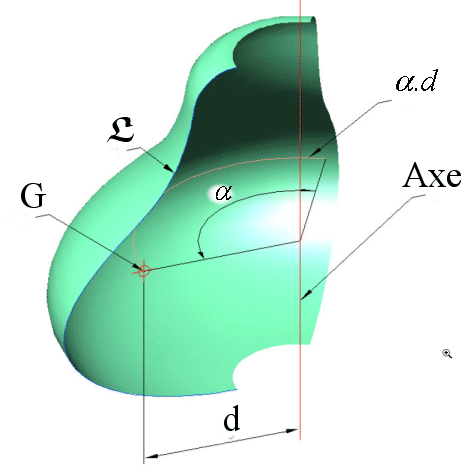

### Premier énoncé
Premier théorème de Guldin — L'aire de la surface engendrée par la rotation d'un arc de courbe plane homogène autour d'un axe de son plan, axe ne traversant pas l'arc de courbe, est égale au produit de la longueur de l'arc de courbe par celle de l'arc de cercle décrit par son centre de gravité ou barycentre :
{\displaystyle {\mathcal {A}}=\alpha \cdot d\cdot {\mathcal {L}}}
où {\displaystyle \alpha } est la mesure (exprimée en radians) de l'angle décrit par la rotation, {\displaystyle d} la distance du centre de gravité {\displaystyle G} de la courbe à l'axe et {\displaystyle {\mathcal {L}}} la longueur de l'arc.
Exemples
- L'aire du tore ouvert de rayons {\displaystyle r} et {\displaystyle R} vaut {\displaystyle {\mathcal {A}}=\left(2\pi r\right)\left(2\pi R\right)=4\pi ^{2}rR}.
- L'aire engendrée par la rotation complète d'un demi-cercle de rayon {\displaystyle R} et de centre de gravité {\displaystyle G} est la sphère d'aire {\displaystyle {\mathcal {A}}=\left(2\pi d\right)\left(\pi R\right)=4\pi R^{2}}. Il vient {\displaystyle d={2 \over \pi }R}.

### Second énoncé

Centre de gravité d'une plaque triangulaire rectangle.

Deuxième théorème de Guldin — Le volume du solide engendré par la révolution d'une plaque plane homogène autour d'un axe situé dans son plan et ne le coupant pas est égale au produit de l'aire de la surface par la longueur de la circonférence décrite par son centre de gravité :
{\displaystyle {\mathcal {V}}=\alpha \cdot d\cdot {\mathcal {A}}}
Exemple
Le volume intérieur du tore ouvert de rayons {\displaystyle r} et {\displaystyle R} vaut {\displaystyle {\mathcal {V}}=\left(\pi r^{2}\right)\left(2\pi R\right)=2\pi ^{2}r^{2}R}.
Inversement, le théorème permet d'obtenir un centre de gravité.
Exemples
- Le solide engendré par la rotation complète d'un demi-disque de rayon {\displaystyle R} et de centre de gravité {\displaystyle G} est la boule de volume {\displaystyle {\mathcal {V}}=\left({\tfrac {1}{2}}\pi R^{2}\right)\left(2\pi d\right)={\tfrac {4}{3}}\pi R^{3}}. Il vient  {\displaystyle d={4 \over 3\pi }R}.
- Le centre de gravité d'une plaque triangulaire rectangle homogène se trouve au tiers des côtés de l'angle droit.

## Généralisations

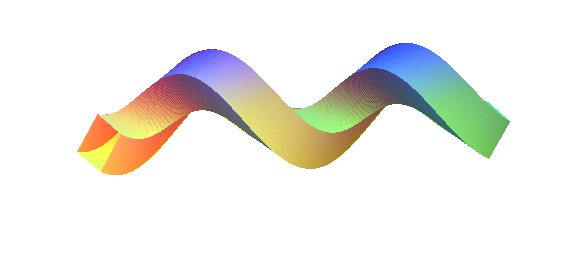
Le volume de ce tube hélicoïdal à section carrée est égal au produit de l'aire du carré par la longueur de la portion d'hélice décrite par le centre du carré.
L'aire de ce ruban de Möbius est égale au produit de la longueur du segment qui l'engendre par la longueur du cercle parcouru par son milieu.

Considérons un plan mobile {\displaystyle P} dont un point {\displaystyle G} parcourt une courbe {\displaystyle C}, le plan {\displaystyle P} restant constamment perpendiculaire en {\displaystyle G} à la courbe et une figure {\displaystyle F} homogène du plan {\displaystyle P} dont le centre de gravité est {\displaystyle G}, la figure {\displaystyle F} ne se recoupant jamais lors du mouvement. Alors si {\displaystyle F} est une courbe, son mouvement engendre une surface {\displaystyle S} vérifiant, :
{\displaystyle {\text{Aire}}(S)={\text{Longueur}}(C)\cdot {\text{Longueur}}(F)}  (généralisation du premier théorème de Guldin)
Si {\displaystyle F} est une plaque, son mouvement engendre un solide {\displaystyle S} vérifiant, :
{\displaystyle {\text{Volume}}(S)={\text{Longueur}}(C)\cdot {\text{Aire}}(F)}  (généralisation du deuxième théorème de Guldin)
Ceci est valable quel que soit le mouvement de rotation de {\displaystyle F} autour de son centre de gravité lors du déplacement.
Il existe aussi une généralisation en dimension quelconque.